# Уолдо (Арканзас)
Уолдо (англ. Waldo, Arkansas) — город, расположенный в округе Колумбия (штат Арканзас, США) с населением в 1594 человека по статистическим данным переписи 2000 года. В 2007 году город отмечал своё 120-летие.

## География
По данным Бюро переписи населения США город Уолдо имеет общую площадь в 5,7 квадратных километров, водных ресурсов в черте населённого пункта не имеется.
Уолдо расположен на высоте 110 метров над уровнем моря.
Расположенный в непосредственной близости от северной границы штата Луизиана, Уолдо имеет практически такие же климатические параметры и такую же низменную болотистую местность, что и округ Байю в Луизиане. Значительная часть территории города и его окрестностей покрыта сосновыми и лиственными лесами.

## Демография
По данным переписи населения 2000 года в Уолдо проживало 1594 человека, 425 семей, насчитывалось 645 домашних хозяйств и 749 жилых домов. Средняя плотность населения составляла около 280 человека на один квадратный километр. Расовый состав Уолдо по данным переписи распределился следующим образом: 39,77 % белых, 58,72 % — чёрных или афроамериканцев, 0,38 % — коренных американцев, 0,50 % — представителей смешанных рас, 0,63 % — других народностей. Испаноговорящие составили 1,57 % от всех жителей города.
Из 645 домашних хозяйств в 29,8 % — воспитывали детей в возрасте до 18 лет, 35,3 % представляли собой совместно проживающие супружеские пары, в 26,0 % семей женщины проживали без мужей, 34,0 % не имели семей. 29,3 % от общего числа семей на момент переписи жили самостоятельно, при этом 14,3 % составили одинокие пожилые люди в возрасте 65 лет и старше. Средний размер домашнего хозяйства составил 2,47 человек, а средний размер семьи — 3,05 человек.
Население города по возрастному диапазону по данным переписи 2000 года распределилось следующим образом: 27,8 % — жители младше 18 лет, 11,5 % — между 18 и 24 годами, 24,0 % — от 25 до 44 лет, 21,9 % — от 45 до 64 лет и 14,8 % — в возрасте 65 лет и старше. Средний возраст жителей составил 34 года. На каждые 100 женщин в Уолдо приходилось 81,1 мужчин, при этом на каждые сто женщин 18 лет и старше приходилось 74,7 мужчин также старше 18 лет.
Средний доход на одно домашнее хозяйство в городе составил 20 353 доллара США, а средний доход на одну семью — 24 306 долларов. При этом мужчины имели средний доход в 25 300 долларов США в год против 17 212 долларов среднегодового дохода у женщин. Доход на душу населения в городе составил 11 170 долларов в год. 30,6 % от всего числа семей в округе и 34,2 % от всей численности населения находилось на момент переписи населения за чертой бедности, при этом 49,2 % из них были моложе 18 лет и 21,5 % — в возрасте 65 лет и старше.

## Известные уроженцы и жители
- Трэвис Джексон — игрок Главной лиги бейсбола в 1920-30-х годах
- Элжи Браун — в 24 года стал членом Палаты представителей Луизианы от города Шривпорт.